# As Blood Runs Black
As Blood Runs Black est un groupe de deathcore américain, originaire de Los Angeles, en Californie. Formé en 2003, le groupe compte au total quatre albums studio. Leur premier album, Allegiance, est publié le 6 juin 2006. Le deuxième, Instinct, est publié le 15 mars 2011. Instinct atteint la première place des Billboard Heatseakers Albums et la 111e place du Billboard 200 pour la semaine du 2 avril 2011. Le 30 juin 2013, As Blood Runs Black annonce un nouvel album, Ground Zero, fondé par les internautes sur Indiegogo ; l'album est publié le 27 octobre 2014.

## Biographie

### Débuts etAllegiance(2003–2009)
As Blood Runs Black est formé en 2003 à Los Angeles des cendres d'un groupe appelé Broken Stems par les chanteurs Louie Ruvalcaba et Enrique « Ricky » Martin, le bassiste Richard Reyes, et les guitaristes Bijon Roybal et Kyle Hasenstaab. Brian « Animal » Matute, le batteur de Broken Stems, quitte le groupe et est remplacé par Hector « Lech » de Santiago. Après quelques répétitions, le groupe décide de se nommer As Blood Runs Black et joue son premier concert au Toberman de San Pedro, à Los Angeles, jouant trois chansons originales et trois reprises. Les chanteurs Louie Ruvalcaba et Ricky Martin écrivent les paroles de la première chanson, Before the Break of Dawn, et le bassiste Richard Reyes écrit les paroles des chansons Hester Prynne et In Dying Days, toutes issues de l'album. Deux démos sont publiées en 2004 et 2005.
En 2005, le groupe se prépare à entrer en studio pour enregistrer son premier album. Cependant, Ruvalcaba, Martin, Reyes, Roybal et Hasenstaab quittent tous le groupe, laissant derrière eux De Santiago. De Santiago recrute Nick Stewart à la basse, Ernie Flores à la guitare et Chris Blair comme seul chanteur. As Blood Runs Black revient en studio pour enregistrer son premier album, Allegiance, publié le 6 juin 2006. Peu après la sortie de l'album, Sal Mendez est recruté comme second guitariste. Pendant les deux années qui suivent, As Blood Runs Black tourne en soutien à l'album Allegiance en participant notamment au Summer Slaughter Tour. 
À la fin de 2008, Christopher Blair et Sal Roldan quittent le groupe avant leur tournée australienne. Sean Murphy du groupe hardcore Endwell devient chanteur pour le restant de la tournée. En 2009, As Blood Runs Black recrute Danny Leal temporairement comme chanteur, Leal devenant par la suite chanteur du groupe de deathcore Upon a Burning Body. Leal tourne avec As Blood Runs Black pendant la première moitié de l'année. Jonny McBee, chanteur du groupe The Browning, devient à son tour chanteur temporaire du groupe. En 2009, Chris Blair enregistrera Instinct aux Undercity Recording Inc.

### Instabilités etInstinct(2010–2012)

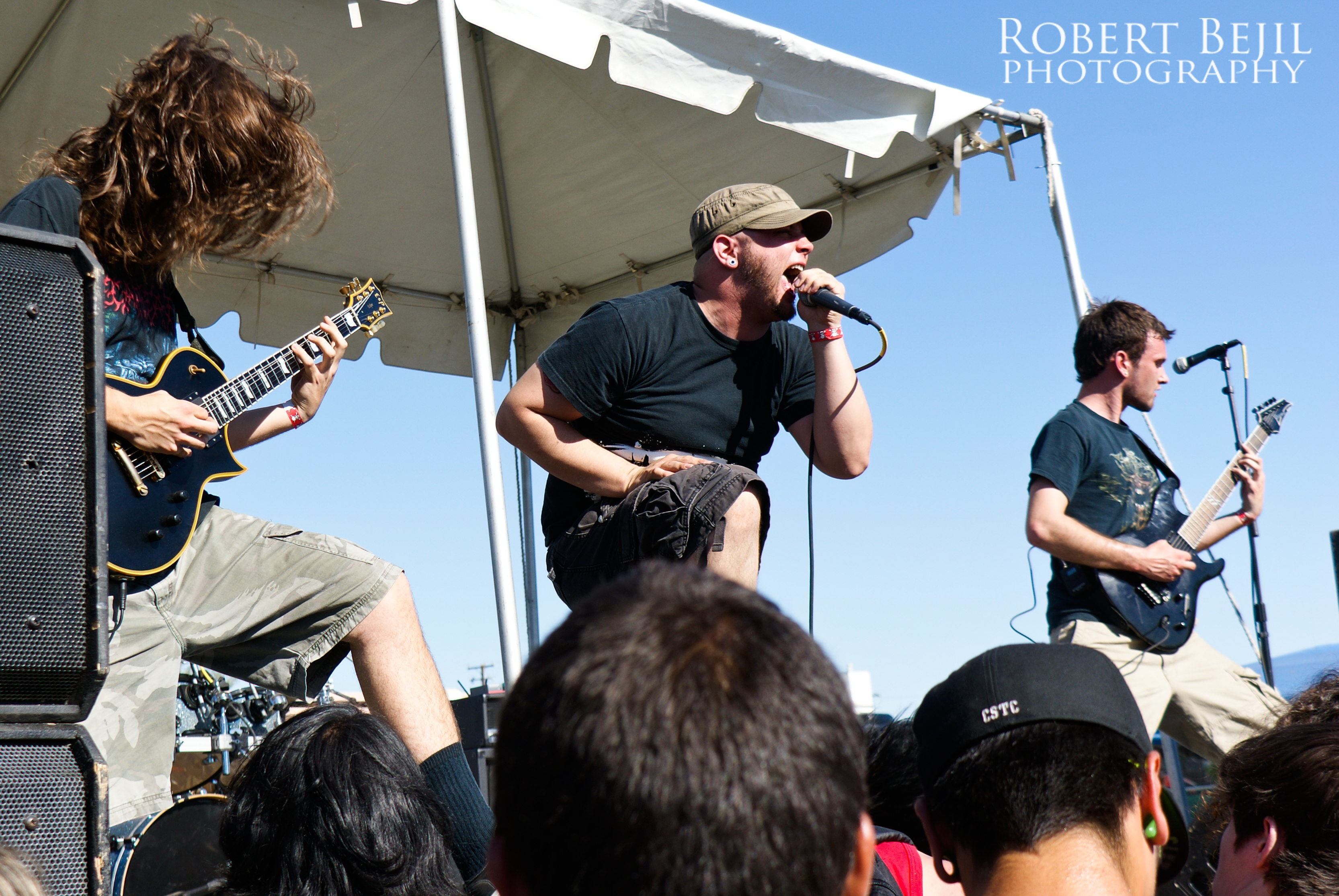
As Blood Runs Black au Rockin' Roots Festival de Bakersfield, en Californie en 2010.

Au début de 2010, As Blood Runs Black révèle Ken Maxwell comme nouveau chanteur permanent. Maxwell est l'ancien chanteur du groupe de deathcore Behead the Tyrant. Peu après, le guitariste Flores quitte le groupe, et Greg Kirkpatrick et Dan Sugarman sont recrutés à la guitare. Le groupe publie une nouvelle chanson intitulée Resist. Il s'agit de la première chanson enregistrée par Maxwell. 
Lors d'une tournée à Anaheim, Sonik Garcia, chanteur du groupe Fallen Figure, se joint à As Blood Runs Black sur scène pour jouer In Dying Days avec Maxwell. Quelques mois plus tard, Maxwell quitte le groupe après s'être battu avec un autre membre et As Blood Runs Black recrute Sonik Garcia au chant. La chanson Resist est réenregistré avec Garcia. Le groupe entre en studio pour un enregistrer un deuxième album, Instinct, publié le 15 mars 2011. As Blood Runs Black tourne pendant deux ans en soutien à l'album. À la fin de 2012, lors d'un concert à San Diego, Chris Blair fait une apparition sur la chanson In Dying Days.

### Ground Zeroet séparation (depuis 2013)
As Blood Runs Black passe l'année 2013 à tourner et à enregistrer en parallèle un troisième album, Ground Zero. Il s'agit de leur premier album sur le label Mediaskare Records. Ils annoncent la sortie de Ground Zero grâce au financement par les fans sur Indiegogo. Au début de 2014, une chanson intitulée Vision est publiée, avec Bartholomew. Durant l'année, des rumeurs sur une séparation du groupe font surface. 
Le 12 août 2014, Hector « Lech » De Santiago confirme la séparation du groupe. Mais malgré l'annonce, le groupe publie un single de leur futur nouvel album, intitulé Insomniac, le 18 août 2014, et annonce une tournée nord américaine en soutien à l'album vers fin 2014.

## Membres

### Membres actuels
- Hector « Lech » de Santiago – batterie (2003–2007, depuis 2009)
- Nick Stewart – guitare basse (depuis 2005)
- Greg Kirkpatrick – guitare rythmique (depuis 2010)
- Christopher Bartholomew – chant (depuis 2012)

### Anciens membres
- Enrique Martin, Jr. – chant (2003–2004)
- Louie Ruvalcaba – chant (2003–2005)
- Kyle Hasenstaab – guitare (2003–2005)
- Bijon Roybal – guitare (2003–2005)
- Richard Reyes – basse (2003–2005)
- Jose « Peke » Davila – basse (2004)
- Chris Blair – chant (2004–2009)
- Ernie Flores – guitare (2005–2010)
- Sal Roldan – guitare (2005–2008)
- Ryan Halpert – batterie (2007–2009)
- Jonny McBee – chant (2009)
- Ken Maxwell – chant (2010)
- Sonik Garcia – chant (2010–2012)
- John Mishima – chant (2010–2014)
- Dan Sugarman – guitare solo (2010–2016)
- Jayson Sabordo – guitare solo (2010–2016)

### Membres de tournée
- Ryan Thomas – batterie (2007)
- Danny Leal – chant (2009)
- Nita Strauss – guitare (2010–2011)
- Roman Koester – guitare rythmique (2013–2014)
- Cody Stuart – guitare (2014)

## Discographie
- 2006 : Allegiance
- 2008 : Pre Production Demo
- 2011 : Instinct
- 2014 : Ground Zero